# 拉蒙·米特拉
小拉蒙·维拉罗萨·米特拉（英語：Ramon Villarosa Mitra Jr.，1928年2月4日—2000年3月20日），是菲律宾的政治家、外交官，曾任菲律宾众议院议长、农业部部长。